# Seenotrettungsstation Langeoog
Die Seenotrettungsstation Langeoog ist ein Stützpunkt der Deutschen Gesellschaft zur Rettung Schiffbrüchiger (DGzRS) auf der Nordseeinsel Langeoog. Bei einem Seenotfall besetzen die freiwilligen Seenotretter der Insel kurzfristig das Seenotrettungsboot (SRB) Secretarius, das im Hafen an der Südseite der Insel bereit liegt. Im Regelfall erfolgt die Alarmierung durch die Zentrale der DGzRS in Bremen, wo die Rettungsleitstelle See (MRCC Bremen) ständig alle Alarmierungswege für die Seenotrettung überwacht. Bis zum Jahr 2001 war die Rettungsstation mit hauptamtlichen Mitarbeitern besetzt und verfügte über einen Seenotrettungskreuzer (SRK).

## Einsatzgebiet und Zusammenarbeit

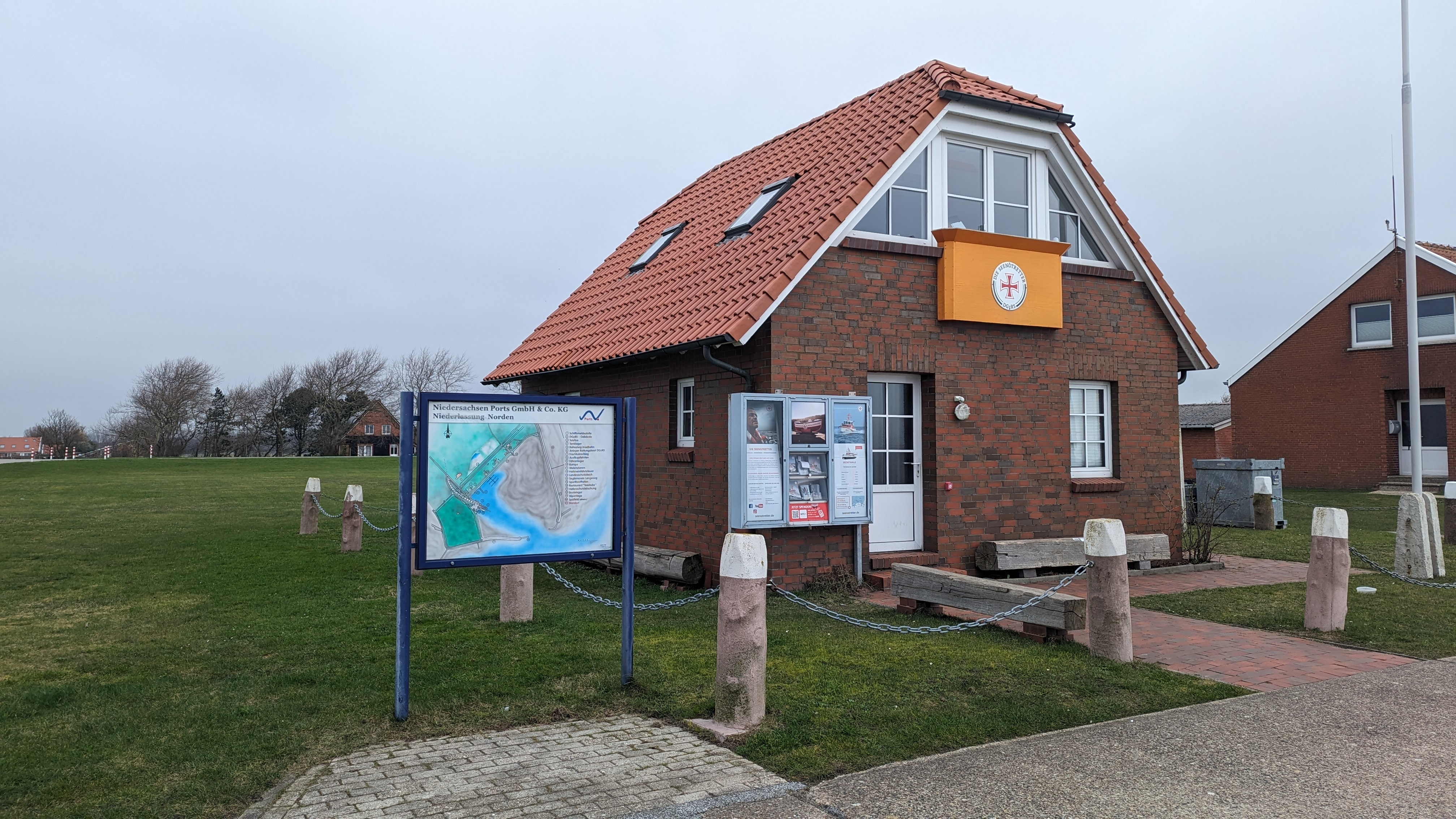
Stationsgebäude am Hafen

Die Langeooger Seenotretter sichern das Revier im Wattenmeer zwischen der Insel und dem ostfriesischen Festland mit dem Hafen Bensersiel. Es ist geprägt vom Inselfähr- und -ausflugsverkehr, der Küstenfischerei und der Sportschifffahrt. Durch die Gezeiten kann das Gebiet zwischen den beiden Seegatten Accumer Ee (westlich) und Hullbalje (östlich) zeitweise trockenfallen, sodass Schiffe durch die gefährlichen Untiefen und widrigen Strömungsverhältnisse leicht fest kommen können. Neben dem Freischleppen von Schiffen erfordern Surfer, gekenterte Segler oder Wattwanderer Einsätze der Seenotretter. Auch Notfalleinsätze im Krankentransport von der Insel oder von Schiffen zum Festland gehören regelmäßig zu den Aufgaben. Für die Retter steht hinter dem Anleger an der Hafenstraße das Stationsgebäude der DGzRS.
Typische Einsätze in diesem Revier wurden immer wieder im DGzRS-Jahrbuch dokumentiert. So nahm im Juli 1993 das Bordhospital der Hannes Glogner eine hochschwangere Inselbewohnerin auf, die ihr Kind an Bord des Schiffs zur Welt brachte. Die Casper Otten schleppte am 19. Oktober 2013 das am Ostende von Langeoog aufgelaufene Ausflugsschiff Flinthörn frei. Am 30. Juli 2019 rettete die Secretarius einen Windsurfer, der zwischen Langeoog und Baltrum durch eine Welle von seinem Brett gespült worden war.
Für Hilfs- und Rettungseinsätze stehen auch die Boote der Nachbarstationen zur Verfügung:
- Boot der Seenotrettungsstation Baltrum
- Boot der Seenotrettungsstation Neuharlingersiel

## Aktuelles Boot der Station
Seit 23. Juni 2017 liegt am Anleger im Hafen von Langeoog das Rettungsboot SECRETARIUS. Es ist das weiterentwickelte und 60 cm längere Modell der gleichen Klasse wie sein Vorgänger, das auf der Fassmer-Werft gebaut wurde. Die Boote sind durch ihre Netzspantenbauweise äußert stabil und als Selbstaufrichter konstruiert. Dadurch können Rettungseinsätze bei jedem Wetter und unter allen Seegangsbedingungen ausgeführt werden. Mit dem geringen Tiefgang von 0,96 Meter sind die Boote ideal geeignet für die Flachwassereinsätze im Wattenmeer. Der starke Motor mit jetzt 279 kW (380 PS) Leistung in Verbindung mit dem Schleppsystem von 1,5 Tonnen Nenntragfähigkeit befähigt sie auch zum Ab- bzw. Freischleppen von größeren Schiffen. Als maximale Geschwindigkeit erreicht die Secretarius 18 Knoten.

## Sonstiges

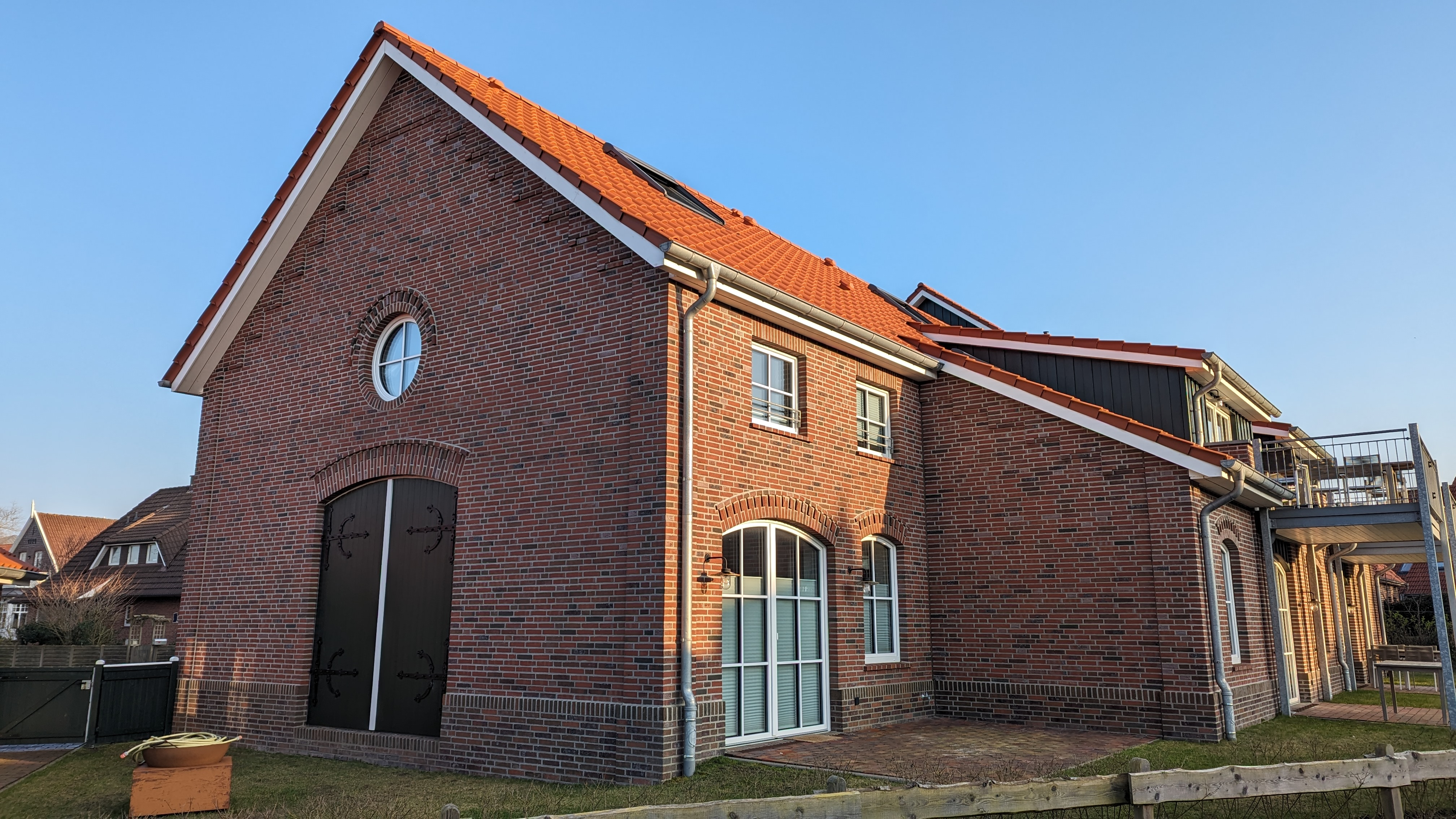
Ferienwohnungen in wiederaufgebautem Rettungsschuppen der ehemaligen Weststation

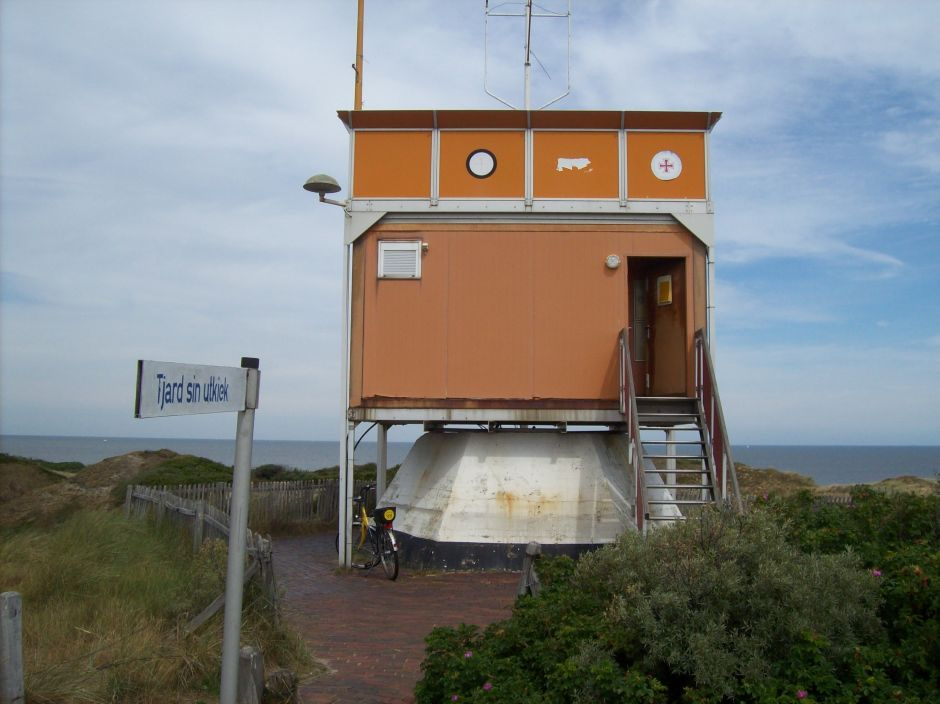
Seenotbeobachtungsstation

Die Tradition des Rettungswerkes ist auf der Insel vielerorts präsent. Im Schifffahrtsmuseum sind Zeugnisse der DGzRS-Geschichte ausgestellt. So steht nach Außerdienststellung der LANGEOOG diese als begehbares Museumsschiff vor dem Museum. Durch die Stationierung dieses 'modernen' Motorrettungsbootes benötigten die Retter keine separate Unterkunft mehr, da sie nun an Bord bleiben und schlafen konnten. Daher konnte der Rettungsschuppen der Weststation 1948 an die Gemeinde verkauft werden und wurde für die Freiwillige Feuerwehr als Fahrzeugunterkunft hergerichtet und erweitert. Durch den Neubau einer Langeooger Feuerwache konnte das Feuerwehrgerätehaus verkauft werden. Mit der Zusage der Erhaltung bzw. Wiederherstellung der historischen Front durfte der Käufer den Bau teilweise zurückbauen. Als moderne Ferienwohnungen steht seit 2021 heute an der Rettungsspoor der 'alte' Rettungsschuppen mit einem großen grünen Tor und dem typischen Rundfenster darüber (Lage: ⊙).
Auf der Aussichtsdüne am Nordostrand des Inseldorfs betrieb die DGzRS von 1947 bis 2014 eine Seenotbeobachtungsstelle (Lage: ⊙). Nachdem die Station 1988 erneuert worden war, verlor sie Ende des 20. Jahrhunderts mit der Verbesserung der Funktechnik ihre einsatztaktische Bedeutung und wurde 2014 bis auf das Betonfundament abgebrochen.

## Geschichte
Die noch nicht organisierte Seenotrettung hatte 1828 eine bemerkenswerte Tat durch zwei „edelmütige“ Frauen der Insel zu verzeichnen. Elisabeth Leiß und Trienke Leiß aus der Familie der langjährigen Seenotretter retteten unter Lebensgefahr die Besatzung des holländischen Schiffes De Vrouw Alida und wurden dafür von der Amsterdamer Stiftung „Zeemanshoop“ ausgezeichnet und mit 25 Goldstücken belohnt.
1861 und damit vier Jahre vor Gründung der DGzRS hatte der Emder Verein zur Rettung Schiffbrüchiger in Ostfriesland seine erste Rettungsstation auf Langeoog eingerichtet. Ein Rettungsschuppen im Dorf wurde dazu mit einem 30 Fuß (9 Meter) langen Francis-Boot für 10 Ruderer ausgestattet. Nach Übernahme der Station durch die DGzRS konnte 1870 ein massiver Bootsschuppen als Weststation gebaut werden, die 1883 ein neues DGzRS-Standard-Rettungsboot geliefert bekam. Das 25 Fuß (7,5 Meter) lange Boot trug den Namen PAPENBURG. Um ein neues 8,5 Meter langes Normalrettungsboot mit Transportwagen unterzubringen wurde für die Weststation 1887 ein neuer Rettungsschuppen gebaut. Das neue Boot mit den Namen REICHSPOST verblieb dort 23 Jahre und wurde 1910 durch einen neuen, größengleichen und namensgleichen Neubau nebst Transportwagen ersetzt. Dieses Boot wurde zur Legende durch den Einsatz der Langeooger Rettungsmänner am 5. März 1942, die über das Packeis vor Langeoog zwölf Schiffbrüchige retten konnten. Es war der letzte dokumentierte Rettungseinsatz eines Ruderrettungsboots.
1872 hatte die DGzRS noch eine zweite Station am Ostende von Langeoog eingerichtet und verlegte dazu das 20-Fuß-Francis-Boot GEHEIMRAT VEITMEYER von der Nachbarinsel Spiekeroog dorthin. Nach 15 Jahren wurde dieses Boot 1887 nach Utlandshörn bei Norddeich verlegt, um dort als OLDERSUM Einsätze zu absolvieren. Dafür erhielt die Oststation die PAPENBURG von der Weststation. Als das 7,5-Meter-Boot 1899 außer Dienst gestellt wurde, kam als Ersatz die DR. G. KRAUSE, für die 1915 ein neuer Rettungsschuppen gebaut wurde. Mit diesem Boot rettete 1920 der Vormann Casper Otten bei einem zweitägigen Sturmeinsatz vor der Insel Spiekeroog sieben Personen von der Bark PAUL. An dem spektakulären Rettungseinsatz hatten sich neben dem Langeooger Boot noch die vier Boote von Spiekeroog, Neuharlingersiel, Carolinensiel und Westeraccumersiel beteiligt.
Mit Verlegung der HAMBURG (I) von Hörnum (Sylt) nach Langeoog begann 1941 die Zeit der Motorrettungsboote. Die weiteren motorisierten Einheiten auf Langeoog sind in der Tabelle gelistet.

## Historie motorisierter Rettungseinheiten
| Stationierung von Motorrettungsbooten    |                |          |                   |                            |         |                   |                              |
| Zeitraum                                 | Schiffsname    | Reg.-Nr. | Länge oder Klasse | Anz. Motoren ges. Leistung | Geschw. | vorige Station    | Verlegung nach oder Verbleib |
| 1941 → 1942                              | HAMBURG (I)    | KR D 414 | 11,85 Meter       | 1 → 50 PS                  | 8,0 kn  | von Hörnum        | → Juist                      |
| 1942 → 1945                              | HAMBURG (II)   | KR B 206 | 13-m-Serie        | 1 → 150 PS                 | 9,0 kn  | Werft-Neubau      | → Ording                     |
| 1945 → 1980                              | LANGEOOG       | KRB 211  | 14-m-Serie        | 1 → 150 PS                 | 8,5 kn  | Werft-Neubau      | → Wangerooge                 |
| Stationierung von Seenotrettungskreuzern |                |          |                   |                            |         |                   |                              |
| 1980 → 1991                              | HANS LÜKEN     | KRS 04   | 19-Meter-Klasse   | 1 → 830 PS                 | 18,0 kn | von Wilhelmshaven | → Greifswalder Oie           |
| 1991 → 2001                              | HANNES GLOGNER | KRS 22   | 23,3-Meter-Klasse | 2 → 1.944 PS               | 20,0 kn | Neubau            | → Springer der Reserveflotte |
| Stationierung von Seenotrettungsbooten   |                |          |                   |                            |         |                   |                              |
| 2001 → 2017                              | CASPER OTTEN   | SRB 56   | 9,5-m-Klasse      | 1 → 320 PS                 | 18,0 kn | von Wangerooge    | → Springer der Reserveflotte |
| seit 2017                                | SECRETARIUS    | SRB 67   | 10,1-m-Klasse     | 1 → 380 PS                 | 18,0 kn | Neubau            | auf Station                  |

Quellen: 

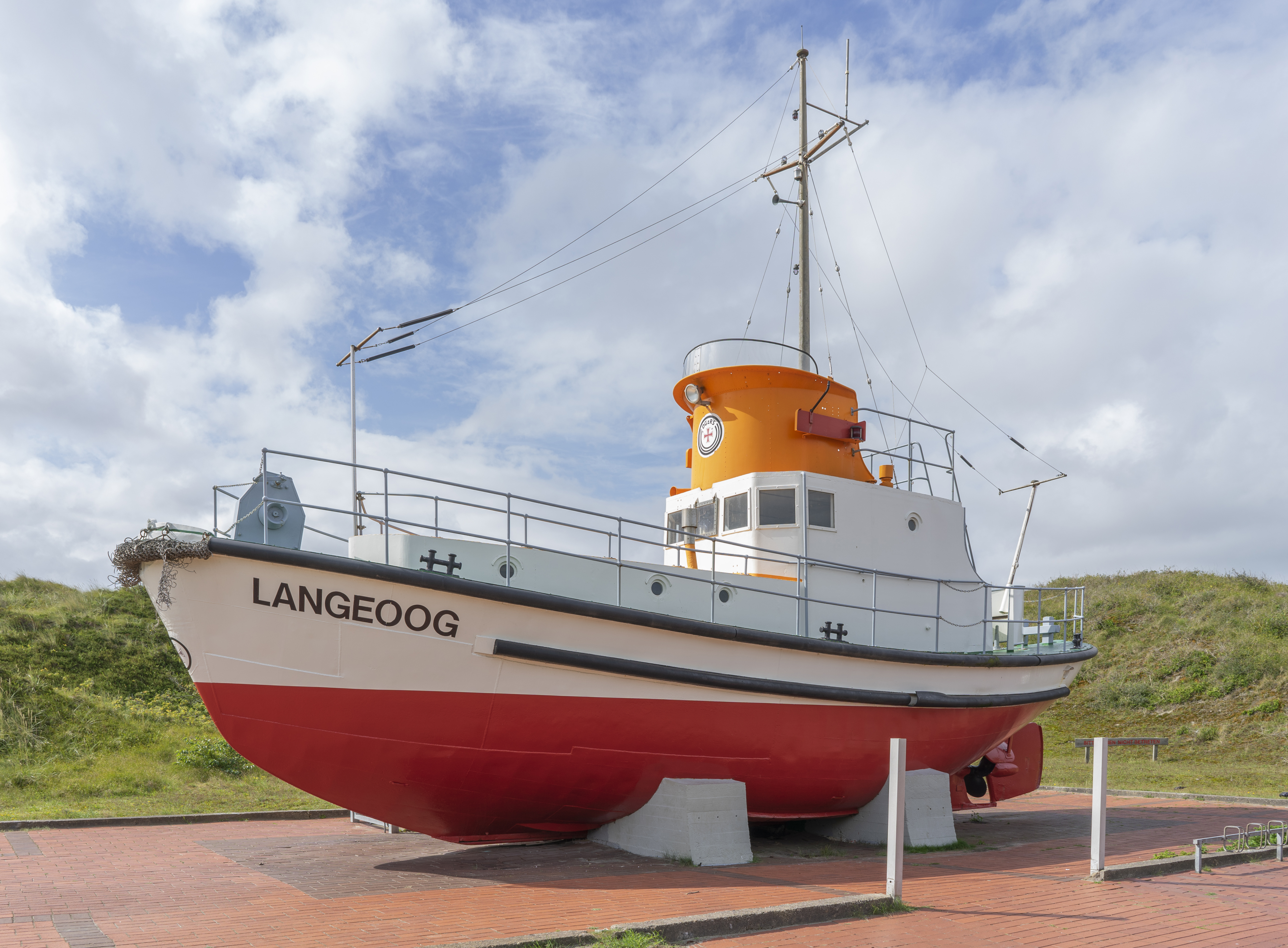
Die LANGEOOG als Museumsboot auf der Insel
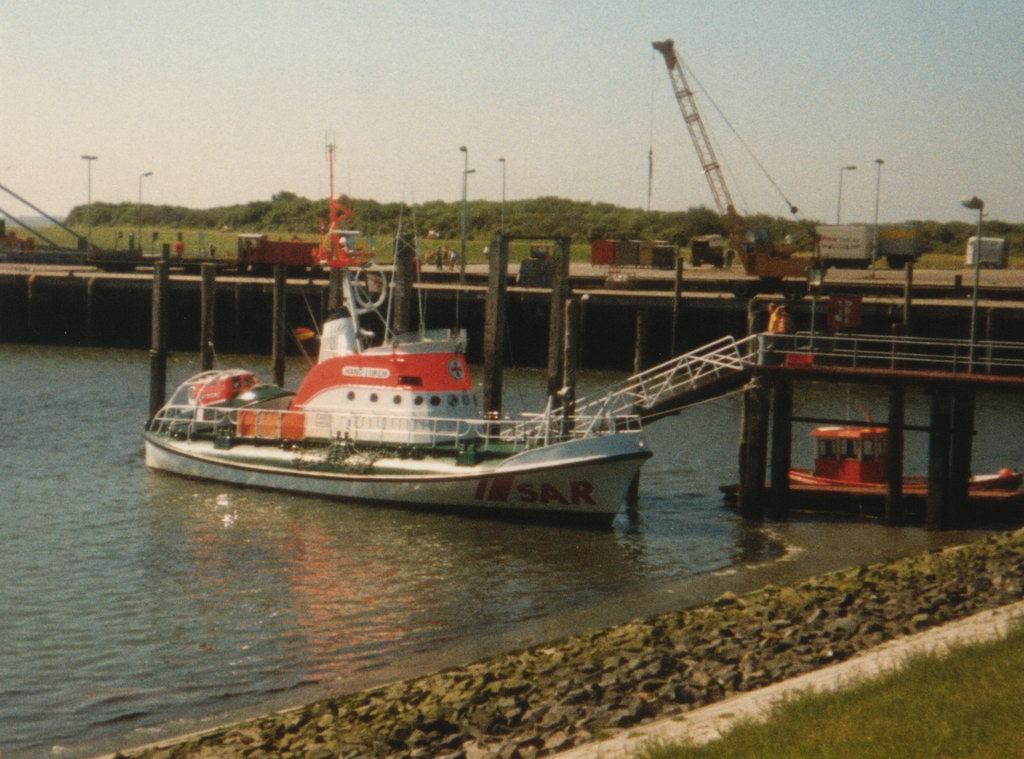
Die HANS LÜKEN
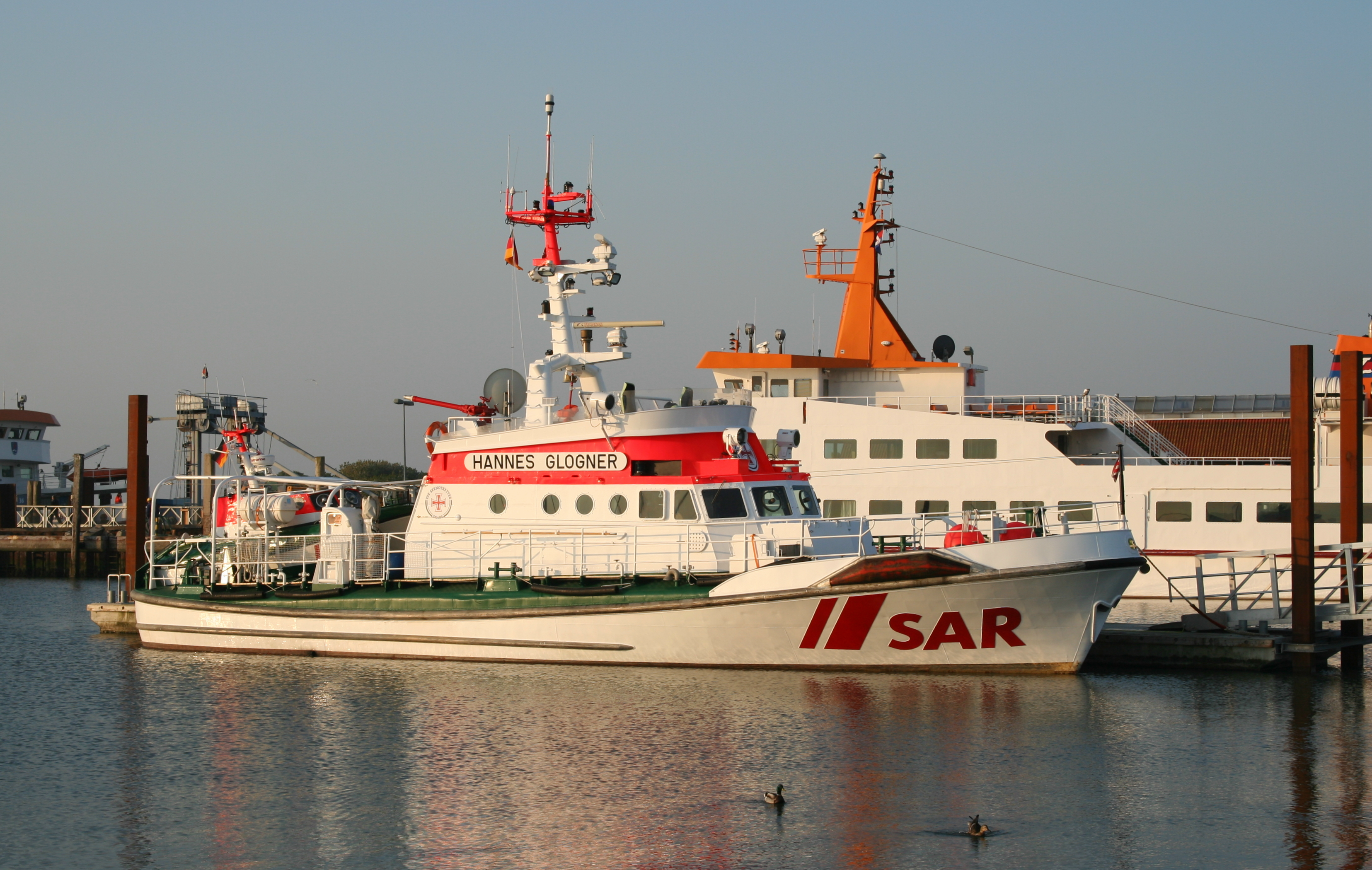
Die HANNES GLOGNER
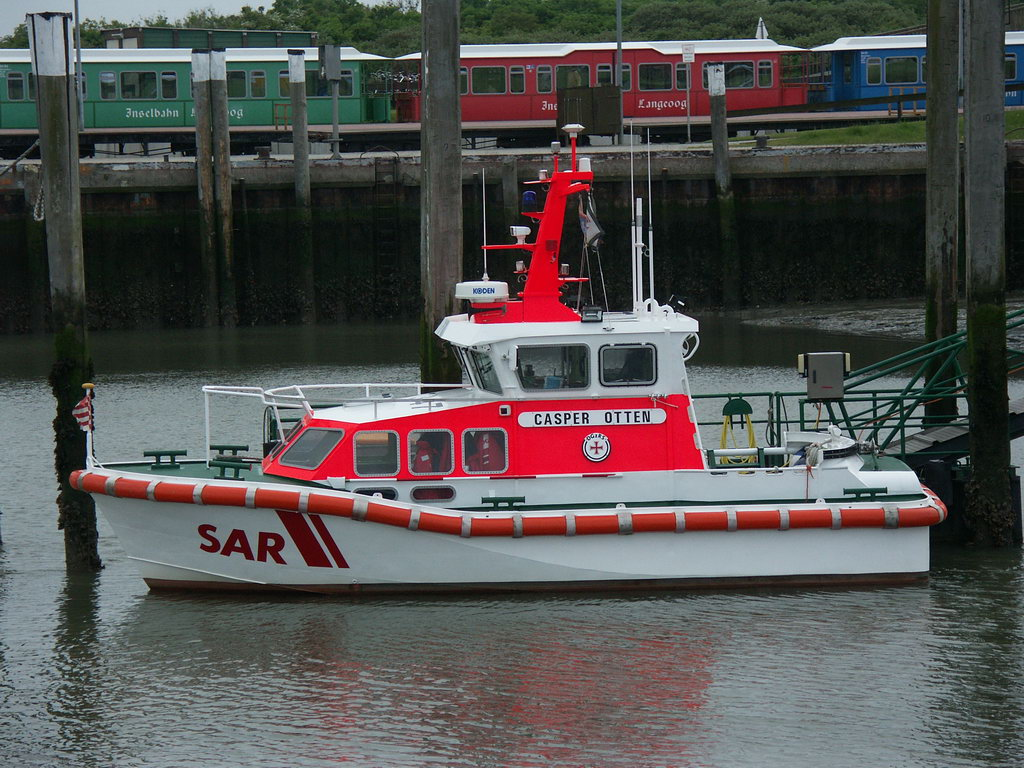
Die CASPAR OTTEN

## Historische Stationen in der Umgebung
Die Stationsliste von 1913 listet folgende Stationen an der Küste von Ostfriesland mit ihren zu der Zeit stationierten Ruderrettungsbooten:
- Baltrum (Emscher)
- Langeoog-West (Reichspost)
- Langeoog-Ost (Dr. G. Krause)
- Spiekeroog (Alexander)
- Wangerooge (Fürstin Bismarck)

Weitere historische Stationen in Ostfriesland sind bei den Stationen Norddeich und Juist zu finden.